# Хронология войны в Донбассе (сентябрь — декабрь 2014)
Данная статья является частью хронологии войны на Донбассе и описывает события, произошедшие в сентябре — декабре 2014 года.

### Контрнаступление сепаратистов (сентябрь 2014)
За 1 сентября, по сообщениям штаба сепаратистов, в ходе военной операции на донецком направлении были взяты под контроль посёлки Благодатное, Радчанский и Вахрушево. Под самим Донецком в районе Георгиевки артиллерия армии ДНР нанесла удар по скоплению военной техники, уничтожив 2 автомобиля «Урал» и бронетранспортёр.
На луганском направлении бои накануне развернулись за Малониколаевку и Лутугино. Сепаратисты заняли населённый пункт Весёлая гора, уничтожив таким образом последний плацдарм для наступления украинских войск на Луганск. Также, поступали сообщения о взятии под контроль донецкого и луганского аэропортов. К концу дня аэропорт Луганска перешёл под контроль ЛНР. В донецком аэропорту продолжились бои.
Как говорят в руководстве сепаратисты, за 1 сентября им удалось уничтожить одну установку «Град», три бронетранспортёра и семь автомобилей, принадлежащих силовикам. Потери в рядах нацгвардии оценили до 40 человек убитыми и ранеными.
За 2 сентября сепаратисты ЛНР заняли город Лугутино, пгт. Георгиевка и Успенка. Между Луганском и Алчевском была уничтожена украинская военная техника.
По данным ДНР, украинские военные оставили Марьинку. К концу дня сепаратисты заняли населённые пункты Родниковое, Коммунаровка, Андреевка, Стыла, Шишково, Александровка, Успенка, Ленина. По данным сепаратистов было уничтожено 6 украинских танков, 4 БМП и БТРОВ, убито и ранено 120 украинских военных.
3 сентября сепаратисты сообщили, что они сбили украинский военный самолёт СУ-25. По данным сепаратистов было убито 35 украинских военных и уничтожены 5 грузовиков, 3 автомобиля и 1 бронетранспортёр. Сепаратисты вошли в населённый пункт Красный Яр, который находится на луганском направлении.
4 сентября сепаратисты заняли населённые пункты Дмитровка и Победа. Также сепаратисты нанесли артиллерийский удар по украинским военным в микрорайоне «Восточный» на восточной окраине Мариуполя.
4 сентября, по данным сепаратистов, украинская армия вновь нанесла удар тактической ракетой «Точка-У», на этот раз по Харцызску (ДНР). В зоне поражения оказались городской парк и стадион. В результате атаки один человек погиб, четверо получили ранения. Сообщается, что, как и 22 августа, найдены улики — фрагменты ракеты с маркировочными обозначениями.
5 сентября сепаратисты заняли пригород Горловки посёлок Фащевку. Несколько групп сепаратистов входили в микрорайон «Восточный» на восточной окраине Мариуполя, также под Мариуполем сепаратисты вошли в сёла Широкино и Коминтерново. С 18:00 по местному времени вступил в силу режим прекращения огня. Активные боевые действия были прекращены.

### Минское соглашение о прекращении огня
5 сентября в Минске было достигнуто соглашение о прекращении огня.
Тем не менее, после 18:00 по местному времени (время, в которое должен был прекратиться огонь с обеих сторон) в СМИ продолжали появляться сообщения о боестолкновениях и о ведении огня с обеих сторон.
16 сентября Верховная рада Украины приняла два закона, предложенных президентом Порошенко: «Об особом порядке местного самоуправления в отдельных районах Донецкой и Луганской областей» и «О недопущении преследования и наказания участников событий на территории Донецкой и Луганской области». В пояснении к закону об амнистии указано, что она распространяется на участвовавших в боях на востоке Украины (за исключением подозреваемых и обвиняемых в тяжких преступлениях и причастных к крушению «Боинга»), которые за месяц с начала вступления в действие закона сложат оружие и отпустят заложников. Закон об особом порядке местного самоуправления (утратил силу в 2017 году) предусматривал содействие использованию русского языка, восстановление промышленных объектов и инфраструктуры, трансграничное сотрудничество с Россией, создание народной милиции из местных жителей.
19 сентября, в ходе второго раунда переговоров в Минске, стороны конфликта подписали меморандум, согласно которому при посредничестве ОБСЕ будет определена демилитаризованная зона по линии соприкосновения сторон. Интенсивность боевых действий заметно снизилась.
21 сентября президент Украины Пётр Порошенко заявил, что границы территорий Донбасса с особым статусом будут по периметру контролироваться украинскими пограничниками. По его словам, это делается для того, чтобы обезопасить остальную территорию Украины от распространения конфликта.
26 сентября начала работу рабочая группа совместного Центра по контролю и координации (СЦКК) вопросов прекращения огня и поэтапной стабилизации линии разграничения сторон на востоке Украины, в состав которого вошли представители украинской стороны, мониторинговая группа ОБСЕ и 76 военнослужащих ВС РФ во главе с заместителем главнокомандующего Сухопутных войск РФ генерал-лейтенантом А. И. Ленцовым. В обязанности рабочей группы входит реализация мероприятий по установлению режима полного прекращения огня.
1 октября с утра в Донецке возобновились обстрелы. В 10.00 снаряд системы залпового огня ДНР попал в маршрутное такси. Ранее очевидцы сообщили, что снаряд попал в остановку общественного транспорта. В результате взрыва, по предварительным данным, погибли 8 человек. Позже появилось видео, снятое на месте происшествия, которое подтверждает факт обстрела. Во время обстрела Киевского района в пяти метрах от общеобразовательной школы № 57 упал снаряд, сообщалось о четверых погибших, учащиеся не пострадали.
4 октября представители сепаратистов ДНР заявили об окончательном взятии под контроль территории донецкого аэропорта в ходе боёв, начавшихся 2 октября, при этом они подчеркнули, что продолжаются бои за подземные терминалы и близлежащую лесополосу.
10 октября Пётр Порошенко назначил нового губернатора Донецкой области в ходе своей рабочей поездки в Донбасс. Новым губернатором Донецкой области стал Александр Кихтенко. 13 октября он решил перенести Донецкую областную государственную администрацию (ДОГА) в Краматорск, оставив в Мариуполе УВД, СБУ, прокуратуру и другие ведомства.
14 октября новым министром обороны Украины был назначен командующий Нацгвардией Украины Степан Полторак. И. о. командующего Нацгвардией Украины стал Александр Кривенко.
16 октября президент Украины подписал закон об особом статусе Донбасса.
21 октября по распоряжению Кихтенко было решено, что ДОГА и её структурные подразделения будут располагаться в городах Краматорск, Славянск и Мариуполь.
26 октября на Украине состоялись парламентские выборы. Выборы не проводились в (на тот момент уже российском) Крыму, ДНР и ЛНР. Большинство в Верховной Раде заняли партии «Народный фронт» и Блок Петра Порошенко (БПП).
31 октября, по утверждению ДНР, сепаратистам удалось отбить танковую атаку на Горловку. В штабе сепаратистов сообщается, что отряд силовиков при поддержке бронетехники пытался войти в Горловку со стороны Дзержинска. В результате завязавшегося боя двое силовиков погибли, 10 получили ранения; подбиты 1 БМП и 2 танка. Также, по сообщению штаба сепаратистов, силовики активизировали обстрел позиций сепаратистов из артиллерии и миномётов. В ответ сепаратисты обстреляли позиции силовиков в посёлке Майорск.
2 ноября в ДНР и ЛНР прошли выборы глав республик. В ДНР победил Александр Захарченко (за него проголосовало 765 тысяч человек, то есть 75 % граждан ДНР), в ЛНР победил Игорь Плотницкий (за него проголосовало 63,17 % жителей ЛНР). МИД РФ заявил об уважении волеизъявления граждан ДНР и ЛНР. США, Евросоюз, руководство Украины, а также генеральный секретарь ООН Пан Ги Мун назвали прошедшие выборы нелегитимными и нарушающими сентябрьские Минские соглашения.
3 ноября сообщается о возобновлении обстрелов Донецка. По сообщению агентства «Новороссия», «…начиная с 12.30 слышны разрывы снарядов. В районе Песок продолжаются боестолкновения, слышна работа крупнокалиберных пулемётов и стрелкового оружия, а над районом боевых действий постоянно летают беспилотники. Возобновились бои за донецкий аэропорт. В районе взлётной полосы слышны разрывы от гаубичной артиллерии, сепаратисты работают на подавление огневых точек противника.».
4 ноября пресс-служба Мариупольского горсовета сообщила, что в 7.30 утра западнее населённого пункта Павлополь сепаратистами был осуществлён обстрел позиций ВСУ из танковых орудий, а в 9.00 был осуществлён миномётный обстрел позиций украинских военных из н. п. Тавричная. В результате инцидентов никто не пострадал.
В этот же день состоялись инаугурации избранных руководителей ДНР и ЛНР Захарченко и Плотницкого.
6 ноября власти ДНР обвинили украинских силовиков в развязывании полномасштабной войны и нарушении режима прекращения огня. Зафиксированы два прорыва линии фронта. В Киеве утверждают, что придерживаются положений Минского меморандума, и обвиняют сепаратистов в обстреле своих позиций. Обострение ситуации в Донбассе стало темой совещания Владимира Путина с Совбезом России. На каких конкретно участках соприкосновения произошёл прорыв не уточнили, однако точно известно что танковая колонна Вооружённых Сил Украины вошла в город Ясиноватая, после чего была сожжена. По предварительной информации, погибли два мирных жителя, семь получили ранения, уничтожены около пяти единиц вражеской бронетехники.
10 ноября зона Донецкого аэропорта снова интенсивно обстреливалась.
13 ноября представитель ДНР на переговорах в Минске Денис Пушилин заявил о необходимости нового созыва минской группы при участии представителей ДНР, ЛНР, ОБСЕ, Украины и России.
15 ноября президент Украины Порошенко подписал указ, согласно которому с 28 ноября на территории ДНР и ЛНР прекращается выплата украинских зарплат, пенсий и пособий, а также закрываются украинские государственные учреждения.
19 ноября глава ЛНР Игорь Плотницкий вызвал президента Украины на дуэль. Своё решение он обосновал желанием «закончить войну». Также Плотницкий предложил президенту Украины самому выбрать место дуэли.
23 ноября вице-спикер Народного совета Донецкой народной республики Денис Пушилин сообщил, что власти ДНР предлагают сделать аэропорт Донецка и город Счастье в Луганской народной республике нейтральными и демилитаризованными зонами, куда могли бы войти наблюдатели ОБСЕ. 24 ноября спикер информационно-аналитического центра СНБО Украины Андрей Лысенко заявил, что Украина не готова обсуждать предложение по поводу демилитаризации зоны Донецкого аэропорта и города Счастье Луганской области до прекращения огня сепаратистами.
27 ноября состоялось первое заседание Верховной Рады Украины 8 созыва. Спикером Рады был избран Владимир Гройсман. В ходе заседания народные депутаты почтили минутой молчания память людей, погибших в 2014 году в ходе вооружённого конфликта на востоке Украины.
28 ноября начался вывод украинских госучреждений и банков с территории ДНР и ЛНР. В ответ власти ДНР и ЛНР остановили поставки угля на Украину.
29 ноября в штабе сепаратистов ДНР сообщили, что ВСУ контролируют лишь часть территории Донецкого аэропорта — часть нового терминала и некоторые постройки в северной части аэропорта. В то же время, несколько ангаров, пожарная вышка и старый терминал контролируются силами ДНР.
В декабре на линии соприкосновения наступило затишье, хотя украинские военные сообщали о нарушениях сепаратистами режима тишины. Стороны конфликта начали отвод тяжёлого вооружения от линии соприкосновения.
16 декабря Пётр Порошенко назначил нового секретаря СНБО Украины. Им стал Александр Турчинов.
19 декабря пресс-служба ОБСЕ сообщила о том, что представители Совместного центра по контролю и координации (в состав которого входят украинские и российские военные и представители ДНР и ЛНР) готовы приступить к патрулированию контролируемых ДНР и ЛНР территорий с 28 декабря. Однако 22 декабря Турчинов опроверг данную информацию.
24 декабря на переговорах в Минске Контактная группа по Украине договорилась о самом крупном обмене пленными за время конфликта на востоке Украины. 26 декабря на нейтральной территории произошёл обмен пленными между сепаратистами ДНР и украинскими военными по формуле «222 на 150».